# Municipio de Ballerup

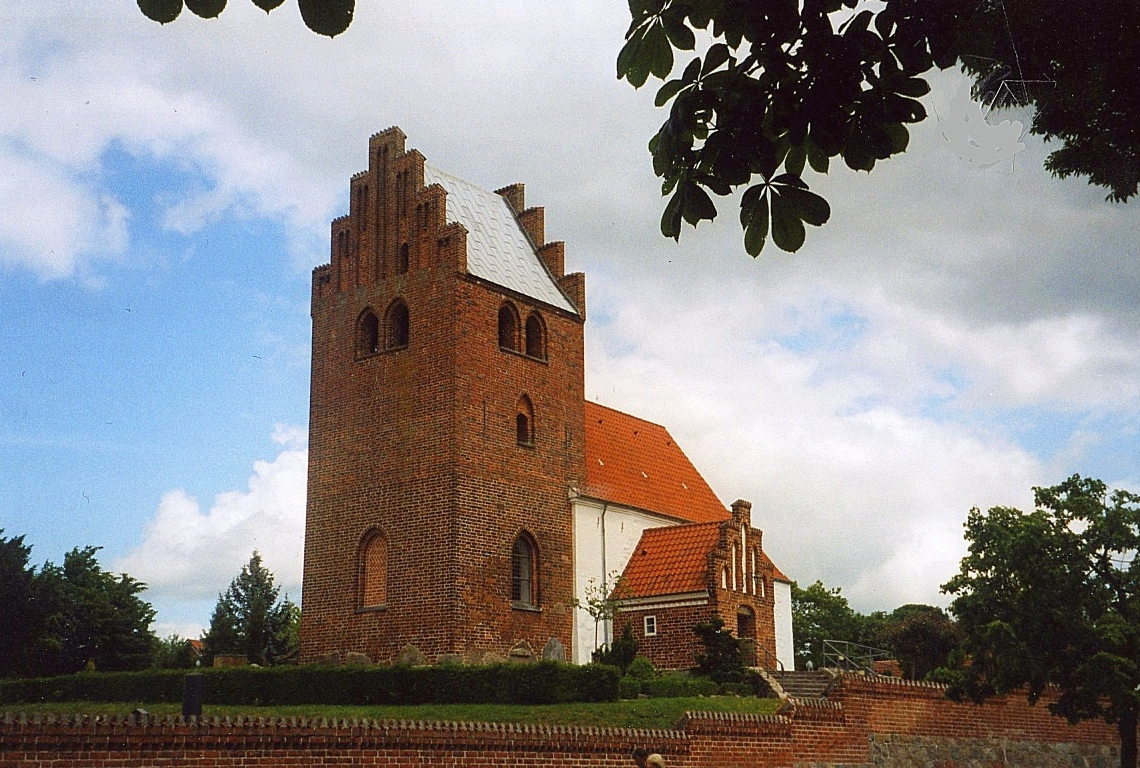
Iglesia de Måløv

El municipio de Ballerup (Ballerup Kommune), es un municipio (danés, kommune) de la región de Hovedstaden en la isla de Selandia (Sjælland) al este de Dinamarca. Se encuentra aproximadamente a 15 kilómetros del centro de Copenhague. El municipio cubre un área de 34,09 km², y tiene una población de 48.514 habitantes (1 de enero de 2014). Ballerup es también el nombre de la ciudad donde tiene su sede el ayuntamiento.

## Generalidades
El alcalde actual es Jesper Würtzen, socialdemócrata.
Además de Ballerup, también forman parte del municipio las ciudades de Måløv y Skovlunde.
Los municipios colindantes son Herlev al este, Furesø al norte, Egedal al oeste, y Albertslund y Glostrup al sur.
El territorio del municipio de Ballerup no se vio afectado por la reforma de los municipios (Kommunalreformen) que entró en vigor en todo el país el 1 de enero de 2007.

## Economía
El municipio es sede de empresas como GN Store Nord y Orbicon.

## Ciudades hermanadas
- East Kilbride, Escocia
- Wuxi, China